# Emison
 (juillet 2025).
Emison est une census-designated place située dans le comté de Knox, dans l’État de l'Indiana, aux États-Unis. Lors du recensement de 2020, elle compte 145 habitants.